# Simon Zammit
Simon Zammit (* 20. August 1966) ist ein maltesischer Snookerspieler, der 2002 die maltesische Snooker-Meisterschaft gewann. Ferner siegte er zwei Mal bei der EBSA European Team Championship.

## Karriere
Mit etwa 29 Jahren feierte Zammit sein Debüt auf großer Bühne, als er auf Einladung am fünften Event der WPBSA Minor Tour 1994/95 teilnahm. Direkt für das Achtelfinale gesetzt, verlor er dort gegen den Engländer Rod Lawler. Auf Malta gehörte er ab Beginn der 2000er-Jahre zu den besten Spielern. Zwischen 2000 und 2011 erreichte er acht Mal das Endspiel des maltesischen Meisterschaft. Nach einer Niederlage gegen Joe Grech bei seinem Finaldebüt verlor er viele der folgenden Endspiele gegen Alex Borg. Einzig im Jahr 2002 wurde er maltesischer Meister, als er Alex Borg besiegen konnte. Dies führte dazu, dass Zammit Malta auch auf internationaler Ebene repräsentieren durfte. 2004 und 2005 gehörte er zur siegreichen maltesischen Auswahl im Hauptwettbewerb der EBSA European Team Championship, 2011 gewann er mit Joe Grech auch die Ü40-Sparte des Turnieres. Auch weitere Einladungen zu professionellen, in Malta ausgetragenen Turnieren folgten, darunter drei Mal zum Malta Cup sowie zu den European Open 2001.
Insbesondere konnte Zammit aber durch seinen Meistertitel auch an internationalen Meisterschaften teilnehmen. Insgesamt zehn Mal war er im Teilnehmerfeld der Europameisterschaft vertreten. Fast immer erreichte er die Hauptrunde, bei der Ausgabe 2002 konnte er sogar ins Halbfinale einziehen. Vier Mal nahm er auch an der Amateurweltmeisterschaft teil, wobei hier eine Viertelfinalteilnahme beim IBSF World Grand Prix 2006 sein bestes Ergebnis war. 2009 und 2010 stand er jeweils im Halbfinale der Ü40-Amateurweltmeisterschaft. Generell konzentrierte sich Zammit in den 2010ern mehr auf das sogenannte Senioren-Snooker und nahm so neben der Ü40-WM 2019 auch an der Ü40-Europameisterschaft teil, wo er immerhin das Achtelfinale erreichte. Zuvor hatte er bereits das Viertelfinale des Seniorenwettbewerbs der WSF Championship 2018 erreicht. Sporadisch nahm er mit recht guten Ergebnissen auch weiterhin an der maltesischen Meisterschaft teil, weitere Finalteilnahmen gelangen ihm aber nicht.
Zusammen mit Joe Grech und Alex Borg wurde Zammit 2005 für den Gewinn der EBSA European Team Championship zur maltesischen „Mannschaft des Jahres“ ernannt. Zammit trainiert im Jesmond Sporting Club in Ħamrun.

## Erfolge
Einzelwettbewerbe
| Ausgang         | Jahr | Turnier                           | Finalgegner | Ergebnis |
| --------------- | ---- | --------------------------------- | ----------- | -------- |
| Amateurturniere |      |                                   |             |          |
| Zweiter         | 2000 | Maltesische Snooker-Meisterschaft | Joe Grech   | 4:8      |
| Zweiter         | 2001 | Maltesische Snooker-Meisterschaft | Alex Borg   | 5:8      |
| Sieger          | 2002 | Maltesische Snooker-Meisterschaft | Alex Borg   | 8:6      |
| Zweiter         | 2005 | Maltesische Snooker-Meisterschaft | Alex Borg   | 4:7      |
| Zweiter         | 2006 | Maltesische Snooker-Meisterschaft | Alex Borg   | 2:7      |
| Zweiter         | 2007 | Maltesische Snooker-Meisterschaft | Alex Borg   | 4:7      |
| Zweiter         | 2008 | Maltesische Snooker-Meisterschaft | Alex Borg   | 3:7      |
| Zweiter         | 2011 | Maltesische Snooker-Meisterschaft | Alex Borg   | 6:7      |

Team
| Ergebnis | Jahr | Turnier                                 | Teampartner              | Gegner im Finale                                  | Endstand |
| -------- | ---- | --------------------------------------- | ------------------------ | ------------------------------------------------- | -------- |
| Sieger   | 2004 | EBSA European Team Championship         | Alex Borg Duncan Bezzina | Lee Richardson James Tatton Daniel Ward           | 10:6     |
| Sieger   | 2005 | EBSA European Team Championship         | Alex Borg Joe Grech      | Martin McCrudden Robert Murphy Brendan O’Donoghue | 11:6     |
| Sieger   | 2011 | EBSA European Team Championship Masters | Joe Grech                | David Brown Phil Hartley                          | 7:5      |